# 34. Oscar-gála
A 34. Oscar-gálát, a Filmakadémia díjátadóját 1962. április 9-én tartották meg. A West Side Story 10 Oscar-díjat nyert, ezzel a második legsikeresebb film lett a Ben Hur után. A Rómában maradt Sophia Lorent az Egy asszony meg a lánya főszerepéért díjazták. A gálaest minden eddiginél hosszabb volt, két óra húsz percig tartott.

## Kategóriák és jelöltek

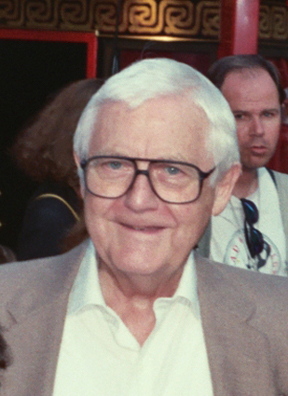
Robert Wise, legjobb film; legjobb rendező, társdíjazott

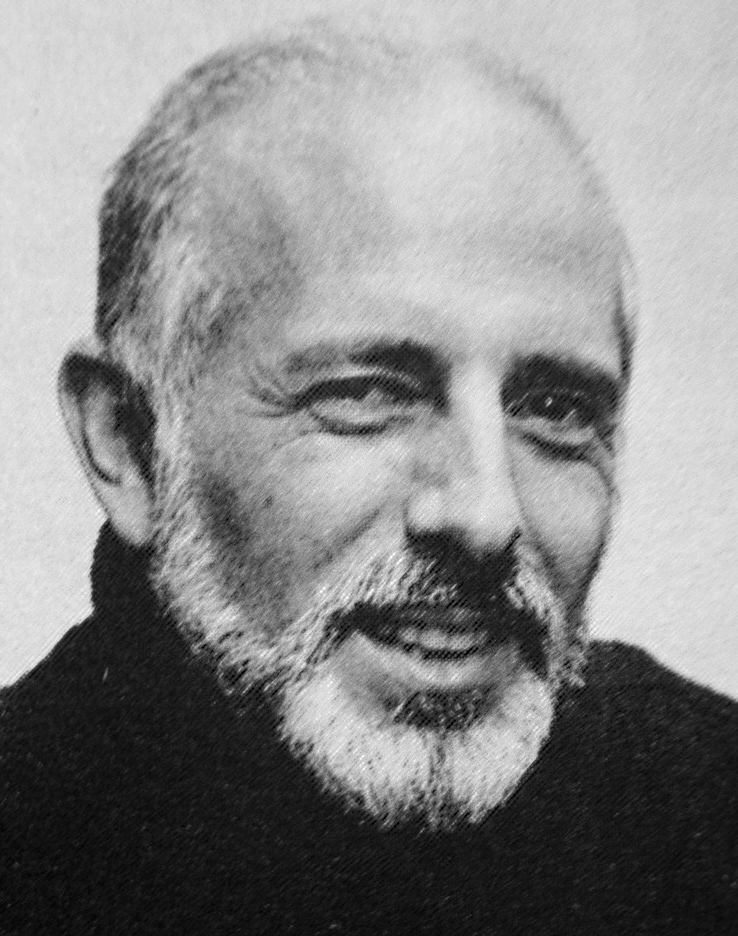
Jerome Robbins, legjobb rendező, társdíjazott

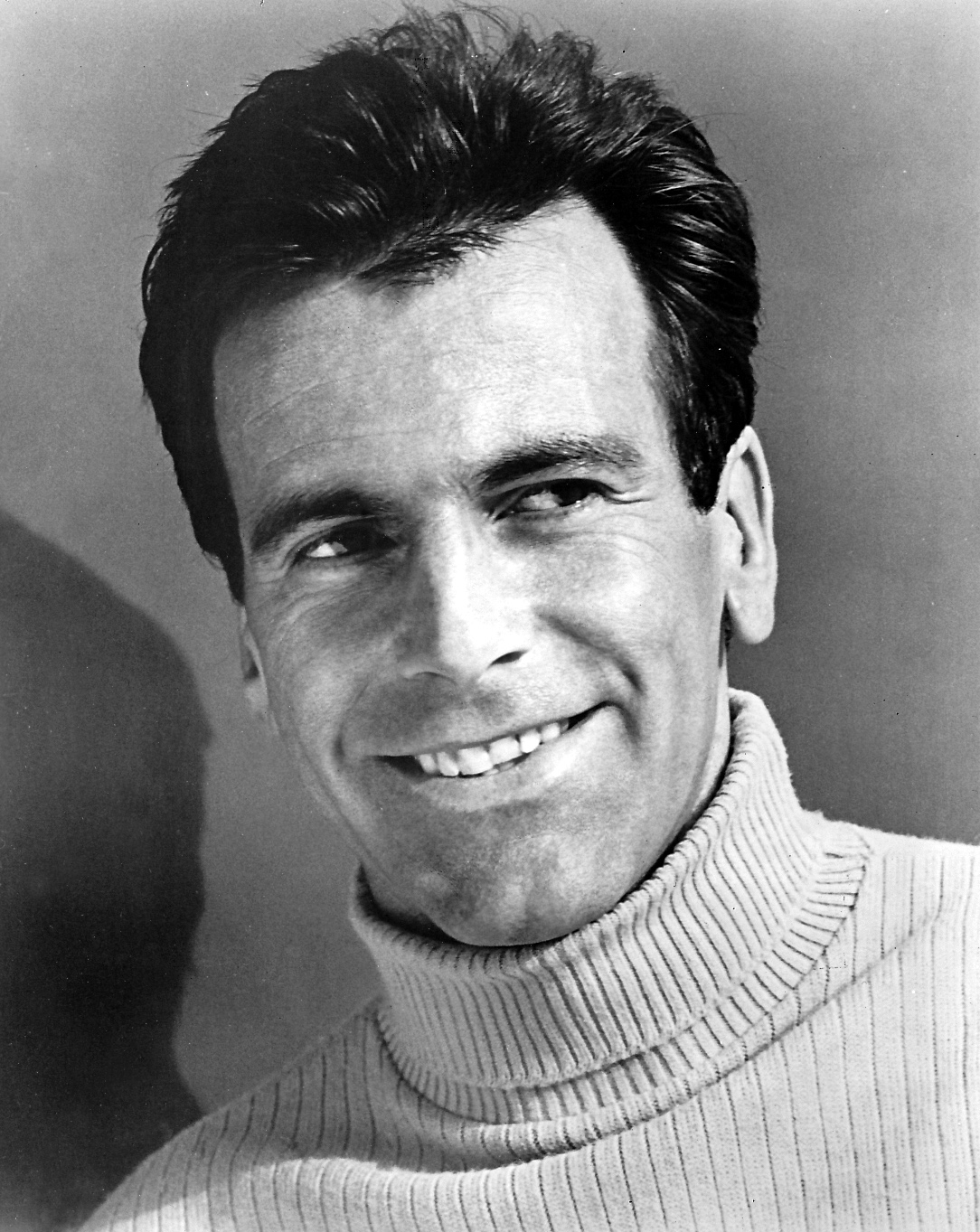
Maximilian Schell, legjobb színész

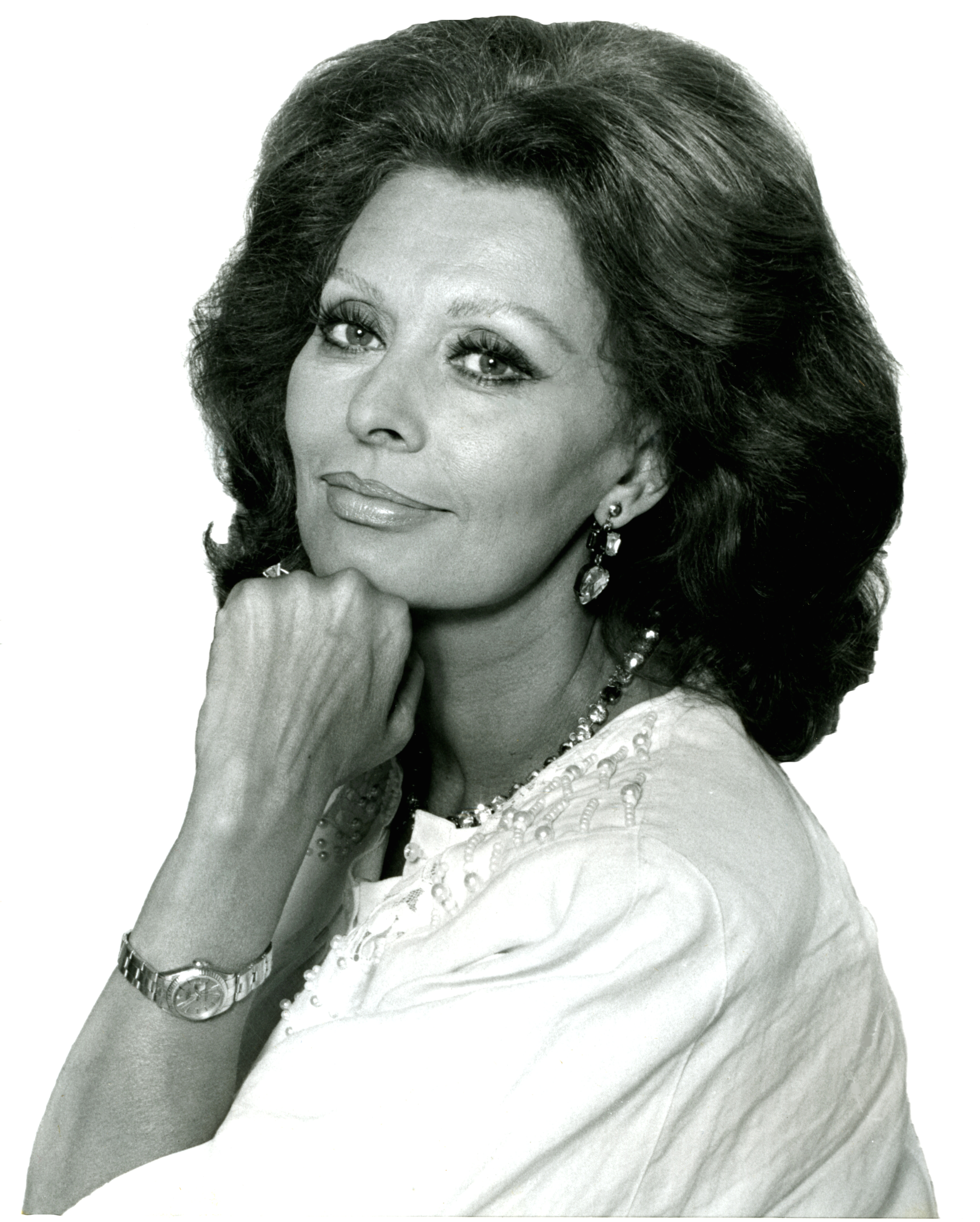
Sophia Loren, legjobb színésznő

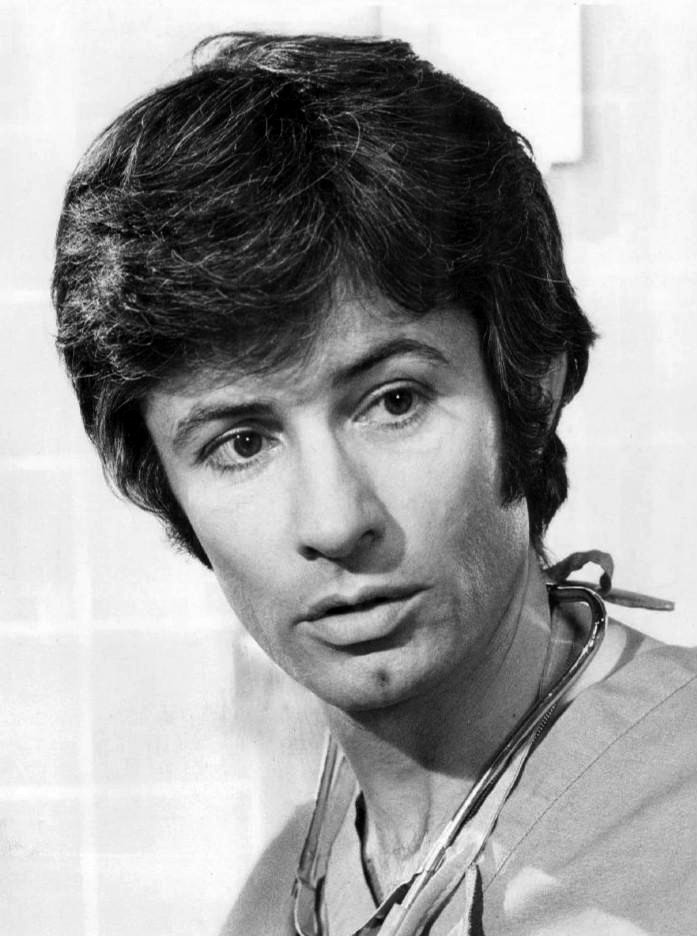
George Chakiris, legjobb férfi mellékszereplő

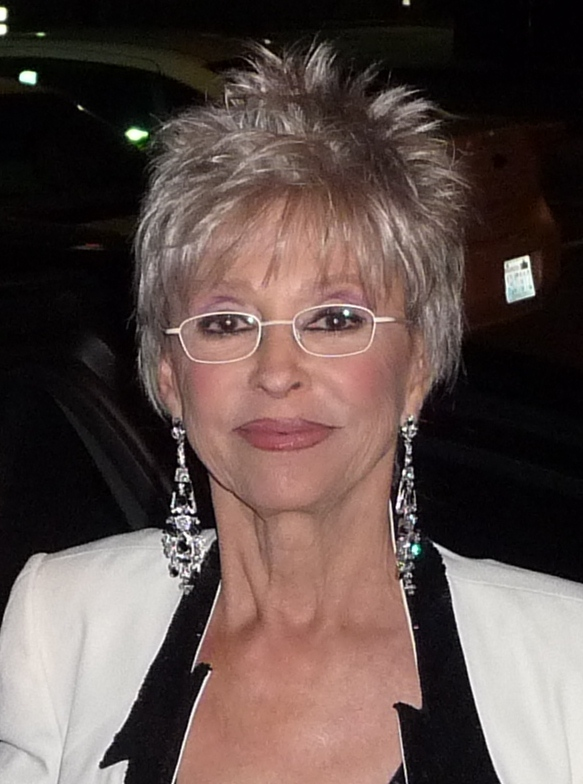
Rita Moreno, legjobb női mellékszereplő

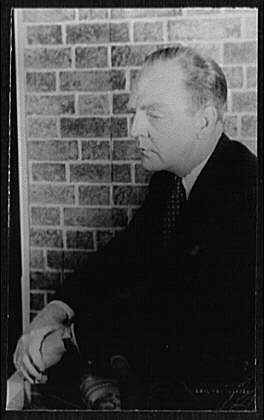
William Inge, legjobb eredeti forgatókönyv

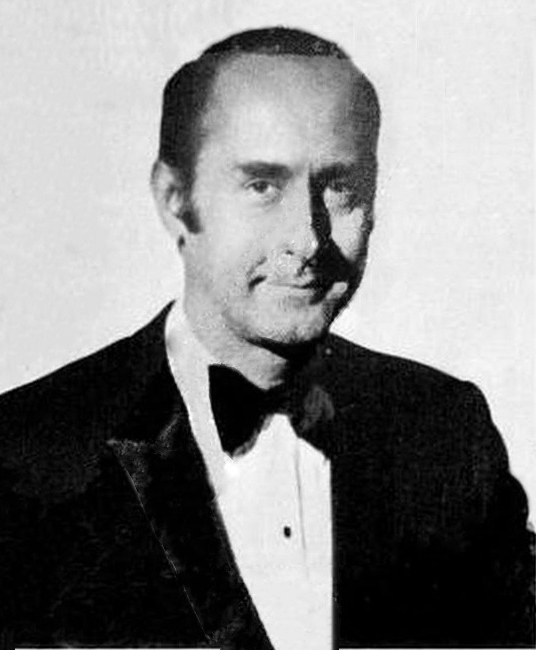
Henry Mancini, legjobb filmzene drámai filmben vagy vígjátékban; legjobb dal, társdíjazott

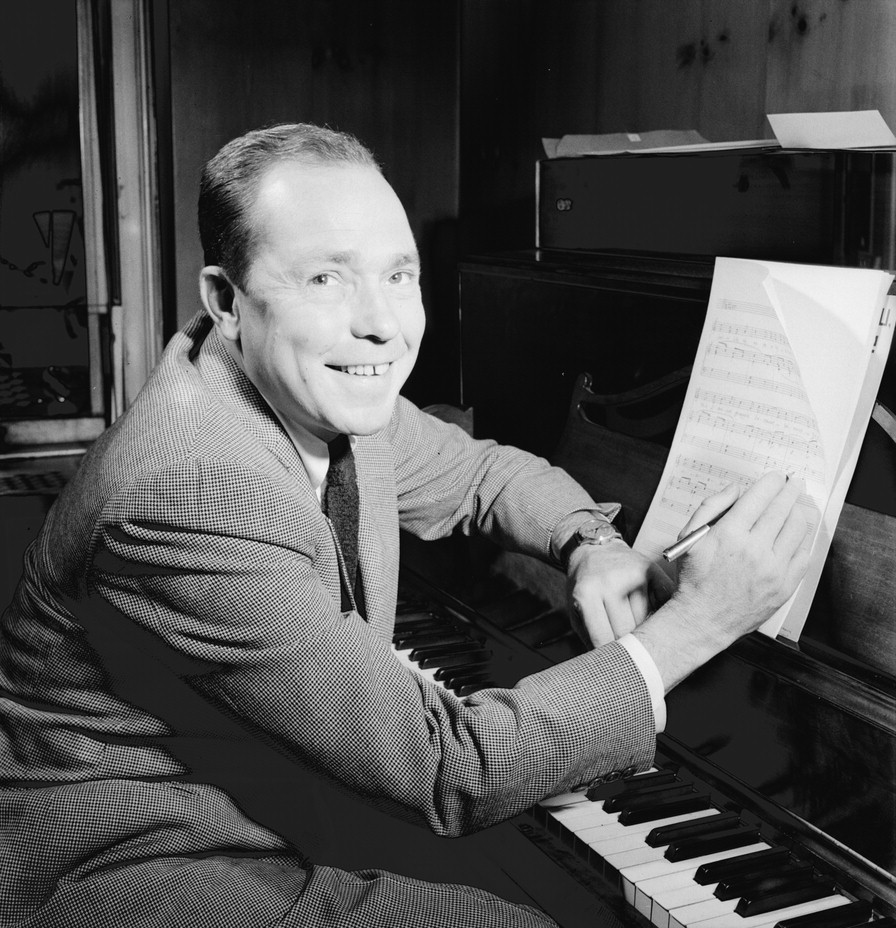
Johnny Mercer, legjobb dal, társdíjazott

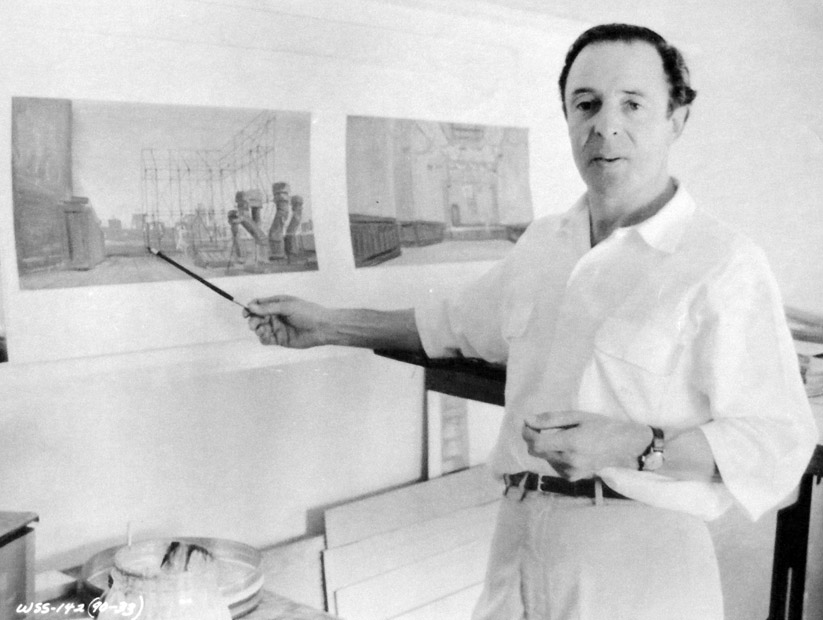
Boris Leven, látványtervezés/díszlet (színes film), társdíjazott

Nyertesek félkövérrel jelölve

### Legjobb film
- West Side Story – Mirisch-B&P Enterprises, United Artists – Robert Wise
  - Fanny – Mannsfield, Warner Bros. – Joshue Logan
  - Ítélet Nürnbergben (Judgment at Nuremberg) – Kramer, United Artists – Stanley Kramer
  - Navarone ágyúi (The Guns of Navarone) – Foreman, Columbia – Carl Foreman
  - A svindler (The Hustler) – Rossen, 20th Century-Fox – Robert Rossen

### Legjobb színész
- Maximilian Schell – Ítélet Nürnbergben (Judgment at Nuremberg)
  - Charles Boyer      – Fanny
  - Paul Newman        – A svindler (The Hustler)
  - Spencer Tracy      – Ítélet Nürnbergben (Judgment at Nuremberg)
  - Stuart Whitman     – The Mark[* 1]

### Legjobb színésznő
- Sophia Loren – Egy asszony meg a lánya (La ciociara/Two Women; olasz)
  - Audrey Hepburn – Álom luxuskivitelben (Breakfast at Tiffany's)
  - Piper Laurie – A svindler (The Hustler)
  - Geraldine Page – Summer and Smoke
  - Natalie Wood – Ragyogás a fűben (Splendor in the Grass)

### Legjobb férfi mellékszereplő
- George Chakiris – West Side Story
  - Montgomery Clift – Ítélet Nürnbergben (Judgment at Nuremberg)
  - Peter Falk – Egy maroknyi csoda (Pocketful of Miracles)
  - Jackie Gleason – A svindler (The Hustler)
  - George C. Scott – A svindler (The Hustler)

### Legjobb női mellékszereplő
- Rita Moreno – West Side Story
  - Fay Bainter – A gyerekek órája (Végzetes rágalom) (The Children's Hour)
  - Judy Garland – Ítélet Nürnbergben (Judgment at Nuremberg)
  - Lotte Lenya – Tavasz Rómában (The Roman Spring of Mrs. Stone)
  - Una Merkel – Summer and Smoke

### Legjobb rendező
- Robert Wise, Jerome Robbins – West Side Story
  - Federico Fellini – Az édes élet (La Dolce Vita)
  - Stanley Kramer – Ítélet Nürnbergben (Judgment at Nuremberg)
  - Robert Rossen – A svindler (The Hustler)
  - J. Lee Thompson – Navarone ágyúi (The Guns of Navarone)

### Legjobb eredeti történet
- Ragyogás a fűben (Splendor in the Grass) – William Inge
  - Ballada a katonáról (Баллада о солдате, Ballada o szoldatye/Ballad of a Soldier; szovjet) – Valentyin Jezsov, Grigorij Csuhraj
  - Az édes élet (La Dolce Vita) – Federico Fellini, Tullio Pinelli, Ennio Flaiano, Brunello Rondi
  - Rovere tábornok (Il generale Della Rovere; olasz) – Sergio Amidei, Diego Fabbi, Indro Montanelli
  - Lover Come Back – Stanley Shapiro, Paul Henning

### Legjobb adaptált forgatókönyv
- Ítélet Nürnbergben (Judgment at Nuremberg) – Abby Mann saját tévéjátéka alapján
  - Álom luxuskivitelben (Breakfast at Tiffany's) – George Axelrod forgatókönyve Truman Capote regénye alapján
  - Navarone ágyúi (The Guns of Navarone)– Carl Foreman forgatókönyve Alistair MacLean regénye alapján
  - A svindler (The Hustler) – Sydney Carroll, Robert Rossen forgatókönyve Walter Tevis regénye alapján
  - West Side Story – Ernest Lehman forgatókönyve Arthur Laurents színműve alapján

### Legjobb operatőr
- Eugen Shuftan–  A svindler (The Hustler) (ff)
  - A szórakozott professzor (The Absent-Minded Professor) – Edward Colman
  - A gyerekek órája (The Children's Hour) – Franz Planer
  - Ítélet Nürnbergben (Judgment at Nuremberg) – Ernest Laszlo
  - Egy, kettő, három (One, Two, Three) – Daniel L. Fapp

- Daniel L. Fapp–  West Side Story (színes)
  - Fanny – Jack Cardiff
  - Flower Drum Song – Russell Metty
  - A Majority of One[* 2] – Harry Stradling
  - A félszemű Jack (One-Eyed Jacks) – Charles Lang

### Látványtervezés és díszlet
Fekete-fehér filmek
- Harry Horner, Gene Callahan – A svindler (The Hustler)
  - Carroll Clark, Emile Kuri, Hal Gausman – A szórakozott professzor (The Absent-Minded Professor)
  - Fernando Carrere, Edward G. Boyle – A gyerekek órája (The Children's Hour)
  - Rudolf Sternad, George Milo – Ítélet Nürnbergben (Judgment at Nuremberg)
  - Piero Gherardi – Az édes élet (La Dolce Vita)

Színes filmek
- Boris Leven, Victor A. Gangelin – West Side Story
  - Hal Pereira, Roland Anderson, Samuel M. Comer, Ray Moyer – Álom luxuskivitelben (Breakfast at Tiffany's)
  - Veniero Colasanti, John Moore – El Cid
  - Alexander Golitzen, Joseph Wright, Howard Bristol – Flower Drum Song
  - Hal Pereira, Walter Tyler, Samuel M. Comer, Arthur Krams – Summer and Smoke

### Legjobb vágás
- West Side Story – Thomas Stanford
  - Fanny – William H. Reynolds
  - Navarone ágyúi (The Guns of Navarone) – Alan Osbiston
  - Ítélet Nürnbergben (Judgment at Nuremberg) – Frederic Knudtson
  - Apád, anyád idejöjjön! (The Parent Trap) – Philip W. Anderson

### Legjobb vizuális effektus
- Navarone ágyúi (The Guns of Navarone) – Bill Warrington
  - A szórakozott professzor (The Absent-Minded Professor) – Robert A. Mattey és Eustace Lycett

### Legjobb idegen nyelvű film
- Tükör által homályosan – (Såsom i en spegel) (Svédország) – Svensk Filmindustri – Allan Ekelund producer – Ingmar Bergman rendező
  - Harry og kammertjeneren (Harry and the Butler)(Dánia) – production company – Bent Christensen, Preben Philipsen producerek – Bent Christensen rendező
  - Eien no hito (Immortal Love) (永遠の人) (Japán) – Shochiku Films – Kinosita Keiszuke, Cukimori Szennoszuke producerek – Kinosita Keiszuke rendező
  - A fontos ember (Ánimas Trujano/The Important Man) (Mexikó) – ARS, Películas Rodríguez, UNA – Ismael Rodríguez producer és rendező
  - Plácido (Spanyolország) – Jet Films – Alfredo Matas producer – Luis García Berlanga

### Legjobb eredeti filmzene

#### Filmzene drámai filmben vagy vígjátékban
- Álom luxuskivitelben (Breakfast at Tiffany's) – Henry Mancini
  - El Cid – Rózsa Miklós
  - Fanny – Morris Stoloff és Harry Sukman
  - Navarone ágyúi (The Guns of Navarone) – Dimitri Tiomkin
  - Summer and Smoke – Elmer Bernstein

#### Filmzene musicalfilmben
- West Side Story – Saul Chaplin, Johnny Green, Sid Ramin és Irwin Kostal
  - Irány játékország (Babes in Toyland) – George Bruns
  - Flower Drum Song – Alfred Newman és Ken Darby
  - Hovanscsina (Хованщина) – Dmitrij Sosztakovics
  - Párizs blues (Paris Blues) – Duke Ellington

## Statisztika

### Egynél több jelöléssel bíró filmek
- 11 : Ítélet Nürnbergben (Judgment at Nuremberg), West Side Story
- 9 : A svindler (The Hustler)
- 7 : Navarone ágyúi (The Guns of Navarone)
- 5 : Álom luxuskivitelben (Breakfast at Tiffany's), A gyerekek órája (The Children's Hour), Fanny, Flower Drum Song
- 4 : Az édes élet (La Dolce Vita), Summer and Smoke
- 3 : A szórakozott professzor (The Absent-Minded Professor), El Cid, Egy maroknyi csoda (Pocketful of Miracles)
- 2 : Irány játékország (Babes in Toyland), Apád, anyád idejöjjön! (The Parent Trap), Ragyogás a fűben (Splendor in the Grass)

### Egynél több díjjal bíró filmek
- 10 : West Side Story
- 2 : Álom luxuskivitelben (Breakfast at Tiffany's), A svindler (The Hustler), Ítélet Nürnbergben (Judgment at Nuremberg)